# Polycyathus hondaensis
Espèce
Statut CITES
Polycyathus hondaensis est une espèce de coraux appartenant à la famille des Caryophylliidae.